# Paulo Bento, Rio Grande do Sul
Paulo Bento là một đô thị thuộc bang Rio Grande do Sul, Brasil. Đô thị này có diện tích 148,184 km², dân số năm 2007 là 2090 người, mật độ 14,1 người/km².